# Prohorivka, Kaniv
Prohorivka (în ucraineană Прохорівка) este localitatea de reședință a comunei Prohorivka din raionul Kaniv, regiunea Cerkasî, Ucraina. În secolul al XIX-lea, satul făcea parte din volostul Prohorivka, uezdul Zolotonoșa.

## Demografie
Componența lingvistică a localității Prohorivka
     Ucraineană (99,26%)
     Alte limbi (0,74%)
Conform recensământului din 2001, majoritatea populației localității Prohorivka era vorbitoare de ucraineană (99,26%), existând în minoritate și vorbitori de alte limbi.